# Strada nazionale 16 (Argentina)
La strada nazionale 16 (in spagnolo: Ruta Nacional 16) è una strada statale argentina che unisce Corrientes e la regione della Mesopotamia alle province del nord-ovest.

## Storia
Nel 2018 è stato aperto al traffico il tratto a due carreggiate tra Resistencia e la località di Makallé.

## Percorso
La strada origina nel centro della città di Corrientes, capoluogo della provincia omonima dopodiché attraversa il fiume Paraná mediante il ponte Generale Belgrano, lungo 1,700 metri. Una volta attraversato il corso d'acqua, la statale entra nel territorio della provincia del Chaco, toccando i sobborghi settentrionali della capitale Resistencia. Qui s'interseca con la strada nazionale 11 che unisce Rosario alle province del nord e al Paraguay.
Successivamente si dirige in senso nord-ovest verso la parte occidentale del Chaco attraversando una serie di località e cittadine tra le quali spicca per importanza Presidencia Roque Sáenz Peña, dove la 16 s'interseca con la strada nazionale 95. Dopo aver attraversato l'estremo nord della provincia di Santiago del Estero, ed essere rientrata per alcuni chilometri all'interno del Chaco, la strada fa il suo ingresso nella provincia di Salta, dove termina il suo lungo percorso intersecandosi con la strada nazionale 9 a 30 km a nord della cittadina di San José de Metán.